# Weißkeißel
Weißkeißel är en kommun och ort i Landkreis Görlitz i förbundslandet Sachsen i Tyskland. Kommunen har cirka 1 200 invånare.
Kommunen ingår i förvaltningsområdet Weißwasser/O.L. tillsammans med staden Weißwasser/O.L..